# Jørgen Hæstrup
Jørgen Hæstrup (* 9. August 1909 in Viborg; † 12. April 1998) war ein dänischer Historiker und Schriftsteller, der sich insbesondere mit der dänischen Widerstandsbewegung im Zweiten Weltkrieg beschäftigte und 1961 den Søren-Gyldendal-Preis erhielt.

## Leben
Hæstrup, Sohn eines Kantors, wuchs neben Viborg auch in Odense und Fünen auf, und legte sein Abitur 1927 an der Odense Katedralskole. Anschließend begann er ein Studium der Geschichte und der dänischen Sprache an der Universität Kopenhagen und schloss dieses Studium 1934 als Magister ab. Anschließend wurde er Lehrer am Sct. Knuds Gymnasium im Odenser Stadtteil Hunderup, ehe er sich während des Zweiten Weltkrieges in der Widerstandsbewegung gegen die deutsche Besatzungsmacht engagierte. Wegen dieser Tätigkeit musste er im September 1944 in den Untergrund gehen und lebte bis zum Ende der Besatzungszeit in einem Versteck in Kopenhagen.
1947 begann Hæstrup mit der Sammlung von Materialien über die dänische Widerstandsbewegung, wobei er im November 1954 an der Universität Aarhus mit einer Dissertation mit dem Titel Kontakt med England 1940-43 über im Krieg gewonnenen Kontakte zu Großbritannien in den Jahren 1940 bis 1943 zum Doktor der Philosophie promovierte. Seine Dissertation lobte der Widerstandsbewegung eine wesentliche Rolle während der Besatzungszeit ein, was zwar die ehemaligen Widerstandskämpfer anerkannten, zum anderen aber die Kritik von Historikern wie C.O. Bøggild-Andersen und Sven Henningsen einbrachte.
1959 legte er eine Fortsetzung seiner Dissertation mit dem Titel Hemmelig alliance vor, so dass er nunmehr eine umfassende zweibändige geschichtliche Darstellung der dänischen Widerstandsbewegung verfasst hatte. Im zweiten Buch stellte er insbesondere die Verteilung der Waffen zwischen aktiven und inaktiven Widerstandskämpfern dar, aber auch die Rolle der antikommunistischen Offiziersgruppen, die sogenannten „O-grupper“, die danach die meisten Waffen erhielten. Dies führte dazu, dass Martin Nielsen, ein Chefredakteur der kommunistischen Tageszeitung Land og Folk, dem damaligen Befehlshaber des Heeres, Generalleutnant Viggo Hjalf Landesverrat vorwarf, woraufhin dieser Nielsen wegen Verleumdung verklagte. Dieses Verfahren, das auch Gegenstand einer Debatte im Folketing war, endete damit, dass Nielsen zu einer dreimonatigen Haftstrafe und Zahlung von Schadensersatz an Hjalf verurteilt wurde.
Während er bis dahin seine Forschungen überwiegend als Privatgelehrter betrieb, änderte sich dieses 1960 als Hæstrup zusammen mit dem Landesarchivar Johan Hvidtfeldt zum wissenschaftlichen Leiter des Staatsarchivs berufen wurde, das vom Verlag Danmarks Nyeste Historie (DNH) eine finanzielle Förderung in Höhe von einer Million Dänische Kronen erhielt. 1961 wurde er mit dem Søren-Gyldendal-Preis ausgezeichnet. In den folgenden Jahren veröffentlichte der Verlag DNH daraufhin mehrere seiner Bücher zur Geschichte der Besatzungszeit wie Besættelsens Hvem-Hvad-Hvor (1965) sowie Til landets bedste ... Hovedtræk af departementschefstyrets virke 1943-1945, worin er den Umgang des damaligen Verteidigungsminister Søren Brorsen mit der Besatzungssituation darstellte.
Am 23. Mai 1979 wurde Hæstrup, der darüber hinaus 1976 Ehrendoktor der Universität Odense wurde, Ritter Erster Klasse des Dannebrog-Ordens.
Seine beiden Bücher Kontakt med England 1940-43 und Hemmelig alliance erschienen 1977 in einer englischen Übersetzung unter dem Titel Secret Alliance.
In seiner Forschung war Hæstrup ein klarer Vertreter der sogenannten „Konsens-Linie“ in der besatzungszeitlichen Forschung, die davon ausging, dass es einen grundsätzlichen Konsens in der dänischen Bevölkerung im Kampf gegen die deutschen Besatzer gab, wenngleich die Frage der Mittel unterschiedlich gesehen wurde. Diese These der „Konsens-Linie“ wurde allerdings seit 1979 zunehmend in Frage gestellte, insbesondere durch die Forschungen des Historikers Hans Kirchhoff.

## Weitere Veröffentlichungen
Zu seinen weiteren Veröffentlichungen gehören die Bücher:
- 1940 [Nittenhundredefyrre]-1945 : Dette skete under Danmarks frihedskamp, 1960
- From occupied to ally : Denmark's fight for the freedom 1940-45, 1963
- Dorene åbnes, 1973
- Den 4. våbenart, 1976
- Musik for små penge : træk af musiklivet i Viborg omkring 1920, ISBN 87-7492-199-1, 1976
- Krig og besættelse. Odense 1940-1945, ISBN 87-7492-302-1, 1978
- Ad omveje - studieår i København 1927-34, Autobiografie, ISBN 87-19-10153-8, 1981
- Dengang i Danmark. Jødisk ungdom på træk 1932-1945, ISBN 87-7492-375-7, 1982[2]
- Vildnis og "Grundtvigsplan" : om finansieringen af modstandsbevægelsen, ISBN 87-7492-751-5, 1990
- En af de mange, ISBN 87-7492-844-9, 1991